# Hausstrom
Als Hausstrom oder Allgemeinstrom wird ein Teil der Betriebskosten bezeichnet,
der den Stromverbrauch der von den Bewohnern gemeinsam genutzten Gebäudeteile betrifft.

## Deutschland
Der Hausstrom wird nicht ausdrücklich in der Betriebskostenverordnung (BetrKV) genannt, kann jedoch als Bestandteil einzelner Kostenpunkte interpretiert und somit in der Betriebskostenabrechnung auf den Mieter umgelegt werden. Als Streitfall in der Nebenkostenabrechnung gelten häufig Fehler oder Unklarheiten darüber, welche Kostenstellen tatsächlich als Hausstrom umgelegt werden dürfen und welche nicht. Der § 2 BetrKV dient lediglich als ein lückenhafter Erklärungsansatz, weshalb vor allem die gerichtlichen Entscheidungen in Einzelfällen ausschlaggebend für die Beurteilung der Hausstrom-Abrechnung sind.

### Als Hausstrom umlagefähige Teile der Betriebskosten
Welche durch die allgemeine Nutzung einer Wohnanlage entstehenden Kosten auf die einzelnen Mietparteien umgelegt werden können, erschließt sich teilweise aus § 2 BetrKV. So können die Kosten für die Beleuchtung im Treppenhaus und im Eingangsbereich (§ 2 Nr. 11 BetrKV), der Betriebsstrom für die Heizung und Versorgungspumpen (§ 2 Nr. 6 BetrKV), die Stromkosten für Personen- und Lastenaufzüge (§ 2 Nr. 7 BetrKV), der Betriebsstrom für Gemeinschafts-Antennenanlagen (§ 2 Nr. 15 BetrKV) und die Stromkosten für den Betrieb einer allen Mietern zugänglichen Wäschepflege (§ 2 Nr. 16 BetrKV) als Hausstrom in der Betriebskostenabrechnung aufgeführt werden.
Als Streitfall gilt häufig die Anrechnung des Betriebsstroms für die Klingelanlage. Viele vertreten die Ansicht, dass der Strom der für den Betrieb des Klingelsystems benötigt wird, grundsätzlich herauszurechnen ist. Andere argumentieren dagegen, dass aufgrund der Beleuchtung des Klingeltableaus die Klingel ebenfalls unter die Kosten für die allgemeine Beleuchtung fällt und somit definitiv anzurechnen ist.
Eine Sonderform stellen außerdem Garagen und PKW-Stellplätze dar. Die Kosten für die dortige Beleuchtung und den Betrieb von elektrischen Toren oder ähnlichem dürfen ebenfalls angerechnet werden, wenn sie allen Mietern gleichermaßen zugänglich sind und eine solche Abrechnung im Mietvertrag ausdrücklich vereinbart wurde. In jedem Fall ausgenommen sind Sonderkosten, für welche die Mieter nicht verantwortlich sind. So ist beispielsweise die Anrechnung für Baumaßnahmen oder Reinigungsarbeiten nicht erlaubt.

### Ermitteln und Aufführen der Kosten für Hausstrom
Um die Kosten, welche in einem Miethaus für den Hausstrom anfallen, regelkonform abrechnen zu können, muss vom Vermieter ein gesonderter Stromzähler zur Erfassung des allgemeinen Stromverbrauchs installiert werden. Im Idealfall sollten die einzelnen Kostenpunkte, denen der Stromaufwand zugerechnet werden, einzeln abgelesen werden können. Ist dies nicht möglich, obliegt dem Vermieter die Pflicht, den Einzelverbrauch aller damit verbundenen Geräte zu schätzen.
In der Nebenkostenabrechnung sollte jeder einzelne Kostenpunkt in den Kosten für Hausstrom einzeln aufgeführt und dem Mieter angerechnet werden. Hierzu existiert jedoch kein standardisiertes Vorgehen, auch Gerichtsurteile konnten sich noch nicht auf ein festes Muster einigen. Es gilt lediglich, die Kosten so detailliert wie möglich aufzulisten.
Für die Anrechnung der gesamten Hausstrom-Kosten auf die einzelnen Mietparteien muss der Vermieter einen bestimmten Verteilerschlüssel wählen. So kann er entscheiden, ob der die Gesamtkosten nach Wohnfläche in m², nach der Personenanzahl innerhalb der einzelnen Mietparteien oder gleichermaßen auf alle Wohneinheiten verteilen möchte.